# Cili seriff és a vadnyugat
A Cili seriff és a vadnyugat (eredeti cím: Sheriff Callie's Wild West) 2013 és 2017 között vetített amerikai televíziós 3D-s számítógépes animációsakciósorozat.
A sorozatot először Amerikában 2014. január 20-án mutatták be a Disney Junioron. Magyarországon a Disney Junioron mutatták be 2015. július 1-én. De 2017. január 3-án a Disney Channel is bemutatta.

## Ismertető
Wild West városában kedves és barátságos állatok élnek, akik aranyosak. Mindannyian kijönnek egymással. Habár van olyan, hogy probléma adódik vagy a városlakók nem jönnek ki egymással. A sorozat nyomon követi Cili seriffet, a női Calico macskát és mellette a barátait, Peck helyettest, egy vörös férfi harkályét és Toby-ét, aki a városi börtönt őrzi és egy férfi Saguaro kaktusz. Együtt minden problémát megoldanak és megtanítják a városlakókat kijönni egymással, hogy a legbarátságosabb város legyen nyugaton.

## Szereplők

### Főszereplők
| Szereplő       | Eredeti hang      | Magyar hang         | Leírás |
| -------------- | ----------------- | ------------------- | --- |
| Cili seriff    | Mandy Moore       | Zakariás Éva        | Ő egy calico macska aki egy rózsaszín cowgirl sapkát és cowgirl csizmákat visel valamint egy mellényt, kockás pulóvert és a seriff jelvényt. Van egy mágikus lasszója, ami elkapja a különböző alakokat. Cili seriff mindig tudja mi a helyes és seriffként szolgál, hogy a város kedves és barátságos legyen. |
| Csillám        | Dee Bradley Baker | Seszták Szabolcs    | Cili seriff megbízható, kék lova. |
| Peck helyettes | Lucas Grabeel     | Szabó Máté          | Egy harkály és a seriff helyettese a kedves és barátságos Corners-ben. Ő egy barna kepit valamint egy fehér inget és mellényt visel egy fényes helyettesi jelvénnyel. Jól tud fütyülni, szokott söpörni a börtönházban, patkókkal játszik és másodparancsnokként szolgál Cili seriffnek, de ő nagyon rendmániás. Peck és Toby a legjobb barátok és Peck mindig kiáll a kaktusz barátja mellett. Peck kedvenc étele a Trail mix. |
| Clementine     | Jessica DiCicco   | Tóth Szilvia Andrea | Peck helyettes lassú, nem egészen megbízható öszvére. |
| Toby           | Jessica DiCicco   | Pál Tamás           | Egy barátságos saguaro kaktusz, akinek a teljes neve Tóbias P. Kaktusz. Toby mindenben a jót látja és majdnem mindig boldog. Ez a kaktusz egy tökéletes táncos és szereti jól érezni magát. Meg akarja tanulni, hogyan kell pörgetni egy lasszót, mint Cili seriffé. Toby imádja a turmixot és a popcornt is. Harmonikán is tud játszani.                                                                                       |

### Mellékszereplők
| Szereplő            | Eredeti hang             | Magyar hang         | Leírás |
| ------------------- | ------------------------ | ------------------- | --- |
| Groundhog kormányzó | Kevin Michael Richardson | Törköly Levente     | Ő egy mókus, aki egy ismeretlen államnak a kormányzója. |
| Büdi Farmer         | Kevin Michael Richardson | Fellegi Lénárd      | Bűzös borz, aki Priscilla unokatestvére. Míg Priscilla tiszta és rendezett, a Büdi Farmer általában piszkos. Ritka préri paprikát tud termeszteni.                                                  |
| Nyúl bátyó          | Kevin Michael Richardson | Csuha Lajos         | Egy nyúl, akinek van egy saját vegyesboltja. Néha egy kicsit feledékeny és az álma, hogy egy nap egy nagyvárosba költözik. A Peck és Toby óriásgombolyagja című részben kiderült róla hogy hétéves. |
| Ella                | Mo Collins               | Náray Erika         | Egy tehén, aki egy tejszalont vezet és szolgál hideg pohár tejet és ízletes turmixot. Ella tehetséges a turmix zsonglőrködésben.                                                                    |
| Abigail             | Mo Collins               | Kassai Ilona        | magas, fehér daru, a város újságírója, aki néha eltúlozza történeteit. Emellett kiváló műkorcsolyázó.                                                                                               |
| Priscilla           | Cree Summer              | Vágó Bernadett      | Nőstény görény. szereti a rózsákat és mindenféle virágot, valamint a sminket. |
| Dagonya Dani        | Gary Anthony Williams    | Petridisz Hrisztosz | Ő egy disznó, Dundi öccse. Hobbija a bányászat. |
| Dundi               | Gary Anthony Williams    | Szokol Péter        | Egy disznó, aki Dagonya Dani bátyja. Ugyanúgy szeret bányászni. |
| Ravaszdi Frida      | Jill E. Alexander        | Sipos Eszter Anna   | Róka, jól lovagol. |
| Teknős Apó          | Carlos Alazraqui         | Dézsy Szabó Gábor   | Spanyol származású, öreg teknős. |
| Tatu Úr             | Jeff Bennett             | Bácskai János       | Egy Tatu, aki a város kovácsa. |

## Epizódok
| Évad            | Évad | Epizódok | Eredeti sugárzás     | Eredeti sugárzás  | Magyar sugárzás   | Magyar sugárzás  | Magyar sugárzás     |
| Évad            | Évad | Epizódok | Évadpremier          | Évadfinálé        | Évadpremier       | Évadfinálé       | Adó                 |
| --------------- | ---- | -------- | -------------------- | ----------------- | ----------------- | ---------------- | ------------------- |
|                 | 1    | 23       | 2014. január 20.     | 2014. december 5. | 2017. január 3.   | 2017. február 2. | Disney Channel      |
| 2015. július 1. | 1    | 23       | 2014. január 20.     | 2014. december 5. | 2015. július 12.  | Disney Junior    |                     |
|                 | 2    | 22       | 2015. szeptember 12. | 2017. február 13. | 2016. március 28. | Disney Junior    | 2017. augusztus 22. |

### 1. évad
| #   | Hivatalos epizódcím                              | Magyar cím                                                | Eredeti premier     | Magyar premier                                                     |
| --- | ------------------------------------------------ | --------------------------------------------------------- | ------------------- | ------------------------------------------------------------------ |
| 1.  | Horseshoe PeckCallie's Gold Nugget               | Patkó PeckCili aranyröge                                  | 2014. január 20.    | 2015. július 6. (Disney Junior) 2017. január 3. (Disney Channel)   |
| 2.  | The Train BanditsA Dirty Dusty Apology           | VonatrablókKoszos, piszkos bocsánat                       | 2014. január 20.    | 2015. július 1. (Disney Junior) 2017. január 23. (Disney Channel)  |
| 3.  | Tricky TroubleToby's Untrue Achoo!               | Trükkös csalásToby álhapcija                              | 2014. január 21.    | 2015. július 9. (Disney Junior) 2017. január 12. (Disney Channel)  |
| 4.  | Stagecoach Stand-InsGold Mine Mix-Up             | Át a rémisztő prérinA téves üzenet                        | 2014. január 22.    | 2015. július 3. (Disney Junior) 2017. január 27. (Disney Channel)  |
| 5.  | The Pesky Kangaroo RatCattle Overdrive           | A bosszantó kengurupatkányTúlhajszolt marhacsorda         | 2014. január 23.    | 2015. július 1. (Disney Junior) 2017. január 20. (Disney Channel)  |
| 6.  | Sparky's RivalJail Crazy                         | Csillám vetélytársaNagyüzem a börtönben                   | 2014. január 24.    | 2015. július 2. (Disney Junior) 2017. január 24. (Disney Channel)  |
| 7.  | Toby Gets NosyPeck Takes it Back                 | Toby kirügyezikPeck visszaszív                            | 2014. január 27.    | 2015. július 6. (Disney Junior) 2017. január 4. (Disney Channel)   |
| 8.  | Sparky's Lucky DayPeck's Bent Beak               | Csillám napja ez!A keksz, az jöhet!                       | 2014. január 28.    | 2015. július 7. (Disney Junior) 2017. január 5. (Disney Channel)   |
| 9.  | Toby the Cow-sitterCallie's Blue Jay Blues       | Tobi a tehénpesztraKék szajkó blúz                        | 2014. január 29.    | 2015. július 8. (Disney Junior) 2017. január 9. (Disney Channel)   |
| 10. | Peck's Darling ClementineLasso Come Home         | Peck drága KlementínjeLasszó, gyere haza!                 | 2014. január 30.    | 2015. július 9. (Disney Junior) 2017. január 11. (Disney Channel)  |
| 11. | Twist and ShoutCalamity Priscilla                | Kongass, ha jön a tornádóBánatos Priscilla                | 2014. január 31.    | 2015. július 11. (Disney Junior) 2017. január 17. (Disney Channel) |
| 12. | King StinkyAbigail's Extra Big Story             | Büdi királyAbigél szupernagy sztorija                     | 2014. február 3.    | 2015. július 11. (Disney Junior) 2017. január 18. (Disney Channel) |
| 13. | HorsefeathersMy Brother's Sleeper                | ÖszvértollakTestvéri szeretet                             | 2014. február 4.    | 2015. július 2. (Disney Junior) 2017. január 25. (Disney Channel)  |
| 14. | Callie Asks for HelpPeck's Trail Mix Mix-Up      | Cili segítséget kérPeck diákcsemegéjének lába kél         | 2014. február 6.    | 2015. július 7. (Disney Junior) 2017. január 6. (Disney Channel)   |
| 15. | Priscilla's Lost Love BirdCallie's Cowgirl Twirl | Priscilla elveszett törpepapagályaCili cowboylány-pörgése | 2014. február 14.   | 2015. július 8. (Disney Junior) 2017. január 10. (Disney Channel)  |
| 16. | The Pie ThiefFool for Gold                       | A pitetolvajBolondok aranya                               | 2014. március 7.    | 2015. július 4. (Disney Junior) 2017. január 30. (Disney Channel)  |
| 17. | Peck and Toby's Big YarnMy Fair Stinky           | Peck és Toby óriásgombolyagjaBüdi, az úriember            | 2014. április 8.    | 2015. július 10. (Disney Junior) 2017. január 13. (Disney Channel) |
| 18. | Parroting PedroToby Gets the Scoop               | Szajkó PedróToby, az újságíró                             | 2014. május 23.     | 2015. július 4. (Disney Junior) 2017. január 31. (Disney Channel)  |
| 19. | Here Comes the SunBug Trouble                    | Felkel a napBogárvész                                     | 2014. június 6.     | 2015. július 12. (Disney Junior) 2017. január 19. (Disney Channel) |
| 20. | Moustache TobyDoc's Cheatin' Chili               | Bajuszos TobyDoki csili-csalása                           | 2014. június 20.    | 2015. július 5. (Disney Junior) 2017. február 1. (Disney Channel)  |
| 21. | The Prickly PairCrystal Cave Caper               | A szúrós párosA kristálybarlang szörnyei                  | 2014. augusztus 29. | 2015. július 5. (Disney Junior) 2017. február 2. (Disney Channel)  |
| 22. | Toby Braves the BullyThe Tumbling Tumbleweed     | Toby bátran szembeszállAz ördögszekér forgásában          | 2014. október 4.    | 2015. július 10. (Disney Junior) 2017. január 14. (Disney Channel) |
| 23. | Hike to Wish MountainRhymin' Rodeo               | Túra a Kívánság-hegyreA rímrodeó                          | 2014. december 5.   | 2015. július 3. (Disney Junior) 2017. január 26. (Disney Channel)  |

### 2. évad
| #   | #   | Hivatalos epizódcím                                       | Magyar cím                                                    | Eredeti premier      | Magyar premier      |
| --- | --- | --------------------------------------------------------- | ------------------------------------------------------------- | -------------------- | ------------------- |
| 24. | 1.  | Boots or ConsequencesThe Good, the Bad and the Yo-Yo      | Jobb ma tán egy csizmaA jó, a rossz és a Yo-Yo                | 2015. szeptember 11. | 2016. március 28.   |
| 25. | 2.  | Peck's Deputy DrillA Fistful of Flowers                   | Peck gyakorlott leszA gyógyító virág                          | 2015. november 6.    | 2016. március 30.   |
| 26. | 3.  | Quilting TimeWhen Dirty Turned Purty                      | Takarós ügy!A koszos is csinos                                | 2015. november 13.   | 2016. március 31.   |
| 27. | 4.  | A Barrel Full of TroublePeck Clowns Around                | Trójai falóPeck jó bohóc                                      | 2015. november 20.   | 2016. április 1.    |
| 28. | 5.  | Toby's Christmas CritterA Very Tricky Christmas           | Nézzük, mit kap Toby!Egy nagyon trükkös ünnep                 | 2015. november 28.   | 2016. március 29.   |
| 29. | 6.  | Bandit TobyBarnstorming Bandit                            | Más lesz TobyIstálló-tolvaj!                                  | 2015. december 11.   | 2016. október 4.    |
| 30. | 7.  | Peck Gets FooledDoc's Runaway Balloon                     | Pech-es PeckNagy Doki-repülés                                 | 2016. január 2.      | 2016. október 3.    |
| 31. | 8.  | Sparky Runs WildMilkshake Shakedown                       | Szabad az útTurmix-turné                                      | 2016. január 9.      | 2016. október 5.    |
| 32. | 9.  | Toby's First SnowBlazing Skaters                          | Toby és a hóJégtáncverseny!                                   | 2016. február 1.     | 2016. október 6.    |
| 33. | 10. | The Long AdiosFire Engine Fuss                            | A nagy fellépésTűzoltóautó!                                   | 2016. február 15.    | 2016. október 7.    |
| 34. | 11. | Wrong Way Wagon TrainPeck and Toby's Tall Twirl           | Rémes téves útGyere, pörögj egy jót!                          | 2016. február 22.    | 2016. október 10.   |
| 35. | 12. | The Prize FightBuckle Hustle                              | Díj és harc!Övcsatt-divat                                     | 2016. február 29.    | 2016. október 11.   |
| 36. | 13. | Peck's Prisoner PromiseToby's Two-Step Trouble            | Peck ragyogó fegyőr!Toby fűt-fát ígér!                        | 2016. március 8.     | 2016. október 12.   |
| 37. | 14. | The Ballad of Sweet StringsLost Popcorn Cavern            | A zene is mesél!Elveszett popcorn                             | 2016. április 11.    | 2016. október 13.   |
| 38. | 15. | Homestead AloneWhere's Our Wishing Well?                  | Félhet a gaz!Hol a kívánságkút?                               | 2016. június 3.      | 2016. október 14.   |
| 39. | 16. | How the Water Was WonDouble Trouble                       | Győz a tetemes víz!Dupla malőr!                               | 2016. július 5.      | 2017. augusztus 18. |
| 40. | 17. | The Great Halloween RobberyThe Ghost of the Scary Prairie | Jön a nagy Halloween tolvajlás!Ma a szellem a prérin bolyong! | 2016. október 3.     | 2017. augusztus 14. |
| 41. | 18. | Ella Sneaks A PeekTunnel O'Trouble                        | Ella kíváncsiAlagút-balhé…                                    | 2016. október 10.    | 2017. augusztus 16. |
| 42. | 19. | Stagecoach to YondervilleThe Wild Brunch                  | Úticél: Yonderville!Édes bűn!                                 | 2016. október 17.    | 2017. augusztus 17. |
| 43. | 20. | Callie's Got TroubleOutlaw Roundup                        | Bajba jut CiliCsapdás csapás                                  | 2016. október 24.    | 2017. augusztus 21. |
| 44. | 21. | New Sheriff in TownBuzzard Bust-Out                       | Új seriff lesz tánOstromcsapás                                | 2016. november 7.    | 2017. augusztus 22. |
| 45. | 22. | The Heartless Valentine's DayMine All Mine                | Ez egy szívtelen Valentin-napBányász-gáz                      | 2017. február 13.    | 2017. augusztus 15. |